# Jensen Ackles
Jensen Ross Ackles (ur. 1 marca 1978 w Dallas) – amerykański model, piosenkarz (zespół Radio Company), aktor i reżyser telewizyjny i filmowy pochodzenia niemieckiego, angielskiego, szkockiego i irlandzkiego.

## Życiorys

### Wczesne lata
Przyszedł na świat jako młodszy syn i drugie z trojga dzieci aktora Alana Rogera Acklesa i Donny Joan Shaffer w rejonie Dallas. Dorastał w Richardson w stanie Teksas wraz ze starszym bratem Joshuą (ur. 1975) i młodszą siostrą Mackenzie (ur. 1985).
Mając cztery lata był modelem ubranek dziecięcych, a także brał udział w reklamach telewizyjnych Nabisco, Radio Shack i Wal-Mart. Ukończył Dartmouth Elementary School (1990), Apollo Junior High School (1993) i Lloyd V. Berkner High School w Richardson (1996). Jego pasją stała się gra w baseball i lacrosse. Planował studiować rehabilitację i fizjoterapię na Texas Tech University, zanim przeprowadził się do Los Angeles i został aktorem. Pojawił się w komediodramacie Roberta Altmana Prêt-à-Porter (1994) jako model – wymieniony w napisach końcowych jako Sidsel (Jensen). Można go było też oglądać w teledysku „Here Comes the Hotstepper” (1994) w wykonaniu Iniego Kamoze, a piosenka została wykorzystana w filmie Prêt-à-Porter.

### Kariera
Gdy był w drugiej klasie szkoły średniej, jego przyjaciel poprosił go, aby przyłączył się do miejscowego seminarium aktorskiego. Po zdobyciu agenta, wziął udział w castingu do serialu Słodka dolina (Sweet Valley High), gdzie wystąpił w odcinku pt. „All Along in the Water Tower” (1996) jako Brad. Potem na prośbę swego agenta przeniósł się do Los Angeles.
Po gościnnym udziale w serialach, m.in. Siódme Niebo (7th Heaven, 1996), otrzymał rolę Erica Romana Brady’ego w operze mydlanej NBC Dni naszego życia (Days of Our Lives, 1997–2000). Przyniosło mu to w 1998 roku nagrodę Opera Digest oraz trzykrotną nomonację do nagrody Emmy Daytime w latach 1998–2000.
Pojawił się w telewizyjnym dramacie biograficznym CBS Blondynka (Blonde, 2001) o życiu Marilyn Monroe. W serialu Cień anioła (Dark Angel, 2001–2002) wystąpił najpierw w roli Bena/X5-493, psychopatycznego seryjnego mordercy i brata Max/X5-452 (Jessica Alba), a potem jako brat bliźniak Bena/X5-493 – Alec/X5-494. Następnie zagrał w serialach: Jezioro marzeń (Dawson’s Creek, 2002–2003) i Tajemnice Smallville (Smallville, 2004–2005). W 2005 roku przyjął rolę Deana Winchestera, brata Sama (Jared Padalecki) w serialu Nie z tego świata (Supernatural). W 2007 roku wystąpił w inscenizacji Ludzie honoru (A Few Good Men) z Lou Diamondem Phillipsem. Wyreżyserował trzy odcinki serialu Nie z tego świata.
W 2006 roku tygodnik telewizyjny TV Guide uznał go za jednego z najseksowniejszych mężczyzn występujących w telewizji. W 2014 i 2016 roku otrzymał nagrodę People’s Choice Award jako ulubiony aktor telewizyjny sci-fi/fantasy.

## Życie prywatne
15 maja 2010 roku ożenił się z aktorką Danneel Harris. 30 maja 2013 roku urodziła się ich córka, Justice Jay Ackles, a 2 grudnia 2016 roku na świat przyszły bliźniaki, syn Zeppelin Bram i córka Arrow Rhodes.

## Filmografia

### Filmy fabularne
- 2001: Blondynka (Blonde, TV) jako Eddie G
- 2004: The Plight of Clownana jako Handsome HollJensen
- 2005: Pożarci (Devour) jako Jake
- 2007: Ten Inch Hero jako Priestly
- 2009: Krwawe walentynki 3D (My Bloody Valentine 3D) jako Tom
- 2010: Batman w cieniu Czerwonego Kaptura jako Red Hood

### Seriale telewizyjne
- 1996: Wishbone jako Michael Duss
- 1996: Siódme niebo (7th Heaven) jako dzieciak 9 Halloweeen
- 1996: Pan Rhodes (Mr. Rhodes) jako Malcolm
- 1996: Słodka dolina (Sweet Valley High) jako Brad
- 1997: Cybill jako David
- 1997–2000: Dni naszego życia (Days of Our Lives) jako Eric Roman Brady
- 2001: Cień anioła (Dark Angel) jako Ben/X5-493
- 2001–2002: Cień anioła (Dark Angel) jako Alec/X5-494
- 2002–2003: Jezioro marzeń (Dawson’s Creek) jako C.J.
- 2003–2004: Still Life jako Max Morgan
- 2004–2005: Tajemnice Smallville (Smallville) jako Jason Teague
- 2005-2020: Nie z tego świata (Supernatural) jako Dean Winchester
- 2022: The Boys jako Soldier Boy
- 2023: Pokolenie V (Gen V) jako Soldier Boy (sezon 1, odc. 6)
- 2025: Odliczanie (Countdown) jako Mark Meachum